# Onthophilus reyesi
Onthophilus reyesi är en skalbaggsart som beskrevs av Kryzhanovskij 1992. Onthophilus reyesi ingår i släktet Onthophilus och familjen stumpbaggar. Inga underarter finns listade i Catalogue of Life.